# دانيال غونت
دانيال غونت (بالإنجليزية: Daniel Gaunt)‏ هو لاعب غولف أسترالي، ولد في 14 نوفمبر 1978 في Lancefield, Victoria ‏ في أستراليا.

## وصلات خارجية
- دانيال غونت على موقع رابطة أوروبا للاعبي الغولف المحترفين (الإنجليزية)
- دانيال غونت على موقع التصنيف العالمي الرسمي للغولف (الإنجليزية)